# Virginia Brunetti
Virginia Brunetti (Roma, 9 dicembre 1990) è una doppiatrice italiana.

## Biografia
Nata a Roma, figlia della doppiatrice Silvia Pepitoni, si è diplomata al liceo classico.
È stata la voce italiana di Miley Cyrus in Hannah Montana (escludendo le parti cantate, doppiate da Giulia Luzi) e quella di Taissa Farmiga nella serie tv American Horror Story. Ha partecipato, fra l'altro, anche al doppiaggio di Sin City, interpretando Nancy Callahan da bambina. In seguito ha doppiato anche Ariana Grande, Danielle Panabaker, Juliette Goglia, Camille Winbush e Ellie Kendrick.

## Doppiaggio

### Cinema
- Miley Cyrus in Hannah Montana & Miley Cyrus: Best of Both Worlds Concert, Hannah Montana: The Movie, The Last Song, LOL - Pazza del mio migliore amico
- Adria Arjona in Pacific Rim - La rivolta, Triple Frontier, 6 Underground, Hit Man - Killer per caso
- Lily James in Baby Driver - Il genio della fuga, Mamma Mia! Ci risiamo
- Aleisha Allen in Io, lei e i suoi bambini, Finalmente a casa
- Saoirse Ronan in Hanna, Lost River, Ammonite
- Summer Bishil in L'ultimo dominatore dell'aria
- Danielle Panabaker in I tuoi, i miei e i nostri
- Georgina Leonidas in Harry Potter e il principe mezzosangue
- Tamsin Egerton in St. Trinian's
- Lauren Clinton in Un ponte per Terabithia
- Elit İşcan in Mustang
- Lyndsy Fonseca in Kick-Ass
- Rachel Hurd-Wood in Solomon Kane
- Juliette Goglia in Fired Up! - Ragazzi pon pon
- Eleanor Tomlinson in The Illusionist - L'illusionista
- Urmila Berg-Domaas in Troll Hunter
- Lucinda Dryzek in La maledizione della prima luna
- Rebecca Brown in School of Rock
- Ariana Grande in Zoolander 2
- Taissa Farmiga in Bling Ring, 6 anni
- Katherine Kelly Lang in Monolith
- Adelaide Clemens in Il grande Gatsby
- Olga Kurylenko in Tyler Rake 2
- Amber Doig-Thorne in Winnie-the-Pooh - Sangue e miele
- Georgina Campbell in The Watchers - Loro ti guardano
- Alycia Debnam-Carey in It's What's Inside

### Serie televisive
- Tamzin Merchant in Salem, Supergirl, I Tudors
- Dominique McElligott in The Boys
- Miley Cyrus in Hannah Montana
- Magda Apanowicz in Caprica
- Camille Winbush in La vita segreta di una teenager americana
- Zaraah Abrahams in Tre fantastiche tredicenni
- Ariana Grande in Scream Queens
- Taissa Farmiga in American Horror Story
- Ellie Kendrick in Il trono di spade
- Zoé De Grand Maison in Riverdale
- Mary Katherine Duhon in Scream
- Deniz Işın in Innocence
- Claudia Lee in Hart of Dixie
- Alba Rico in Violetta
- Ana Maria Aguilera in Niñas mal
- Chiara Parravicini in Soy Luna
- Ángela Cremonte in Le ragazze del centralino
- Rae Gray e Colby Minifie in Fear the Walking Dead
- Chelsea Edge in Delitti in Paradiso
- Ellie James in Il re d'inverno – Artù, dal mito alla leggenda
- Alice Kremelberg in Nell - Rinnegata
- Mallory Bechtel in Pretty Little Liars: Original Sin
- Sydney Park in Will Trent

### Film TV
- Marisa Guterman in Nolan - Come diventare un supereroe
- Miley Cyrus in Hannah Montana: Live in London
- Chelsea Russo in Mamma, ho allagato la casa
- Taylor Ortega in Kim Possible
- Taneshia Abt in Miss Merkel - Mord im Schloss
- Kristin Hunold in Miss Merkel - Mord auf dem Friedhof

### Film d'animazione
- Melody in Barbie Raperonzolo
- Jennifer da bambina in Otto notti di follie
- Brooke in Stuart Little 3 - Un topolino nella foresta
- Mackenzie in La gang del bosco
- Nobuko in Quando c'era Marnie

### Serie animate
- Stanley Griff (2ª voce) in Stanley
- Gwen in Gawayn
- Raganella in Gli indovinelli di Raganella
- Andrea in LEGO Friends - Una nuova ragazza in città
- Rotolina in Tickety Toc[1]
- Violet Sabrewing in DuckTales
- Yukari Amawaka in Non mi stuzzicare, Takagi!

### Soap opera
- Kiara Barnes in Beautiful

### Videogiochi
- Altre voci in Cyberpunk 2077,[2] Diablo IV[3]